# Władysław Czartoryski
Władysław Czartoryski (Varsóvia, 3 de julho de 1828 — Boulogne-Billancourt, 23 de junho de 1894) foi um nobre, ativista político (em exílio) e colecionador de arte polonês.

## Biografia

### Família
Filho de Adam Jerzy Czartoryski e de Anna Zofia Sapieha, o príncipe Władysław (ou Ladislau) desposou Maria Amparo, Condessa de Vista Alegre, no dia 1º de março de 1855, em Malmaison, perto de Paris. Ela era filha da rainha Maria Cristina de Bourbon e de seu segundo marido, Agustín Fernando Muñoz y Sánchez, duque de Riánsares.
Tiveram um filho, o sacerdote Augusto Czartoryski (1858-1893), que contraiu tuberculose aos seis anos de idade de sua mãe, falecida pouco tempo depois. Augusto teve como tutor Raphael Kalinowski e, embora seu pai quisesse que adquirisse uma carreira diplomática, juntou-se à ordem religiosa dos Salesianos. Tornou-se padre em 1893, mas Władysław nem ninguém de sua família compareceu à cerimônia, falecendo no ano seguinte, aos trinta e quatro anos, de tuberculose. Augusto, conhecido como Gucio, foi beatificado em 2004.
No dia 15 de janeiro de 1872, o príncipe Władysław casou-se com sua segunda esposa, a princesa Margarida de Orléans, filha de Luís, Duque de Némours, e irmã de Gastão de Orléans, Conde d'Eu marido da Princesa Imperial do Brasil Isabel de Bragança. Ele teve mais dois filhos, Adam (1872) e Witold (1876).

### Ativismo
O príncipe foi um ativista do Hôtel Lambert, que reunia uma facção política de poloneses exilados. Entre 1863 e 1864, foi o principal agente diplomático do governo nacional revolucionário (Rząd Narodowy) nos governos da Inglaterra, Itália, Suécia e Turquia.

### Museu e morte
Dono de várias pinturas, esculturas e antiquários, Czartoryski tinha grande interesse pela arte egípcia e costumava fazer compras em Paris ou no próprio Egito. Ele doou alguns objetos à Biblioteca Polaca de Paris, bem como artefatos arqueológicos à Universidade Jaguelônica. Em 1871, doou mais objetos, ao Museu Polaco de Rapperswil, na Suíça.
Em 1865, realizou a exibição da chamada "coleção Czartoryski" na Exposition des Arts Decoratifs, em Paris.
Em 1878, ele reabriu o Museu Czartoryski, em Cracóvia, o qual fora fundado por sua avó paterna, Izabela Czartoryska, em 1801, na cidade de Puławy. Este acabou sendo fechado depois do Levante de Novembro.
Faleceu em Boulogne-Billancourt, e seu corpo foi enterrado na cripta de Sieniawa.